# ヴェイキュロトマティクレジェ

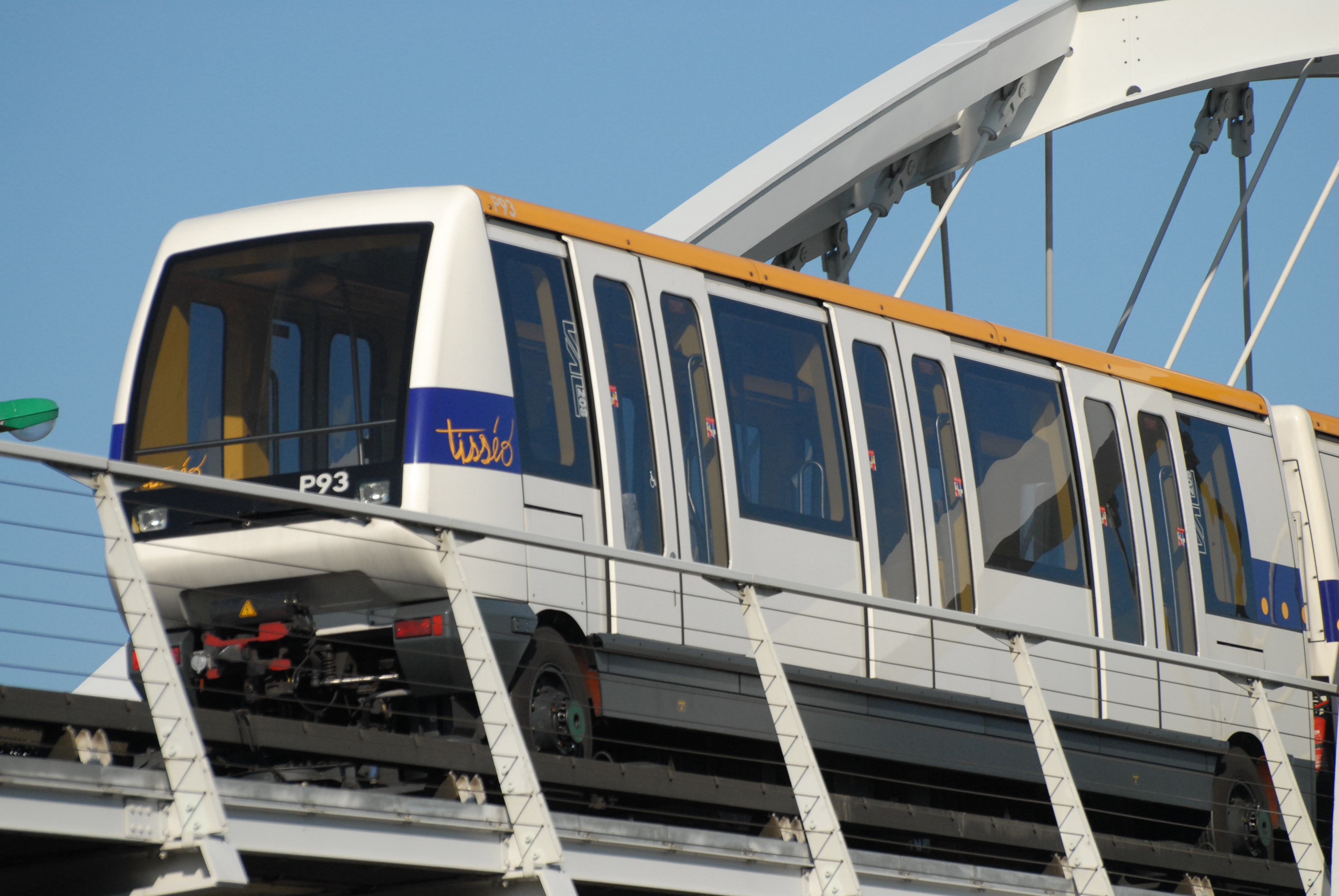
ToulouseメトロのVAL208

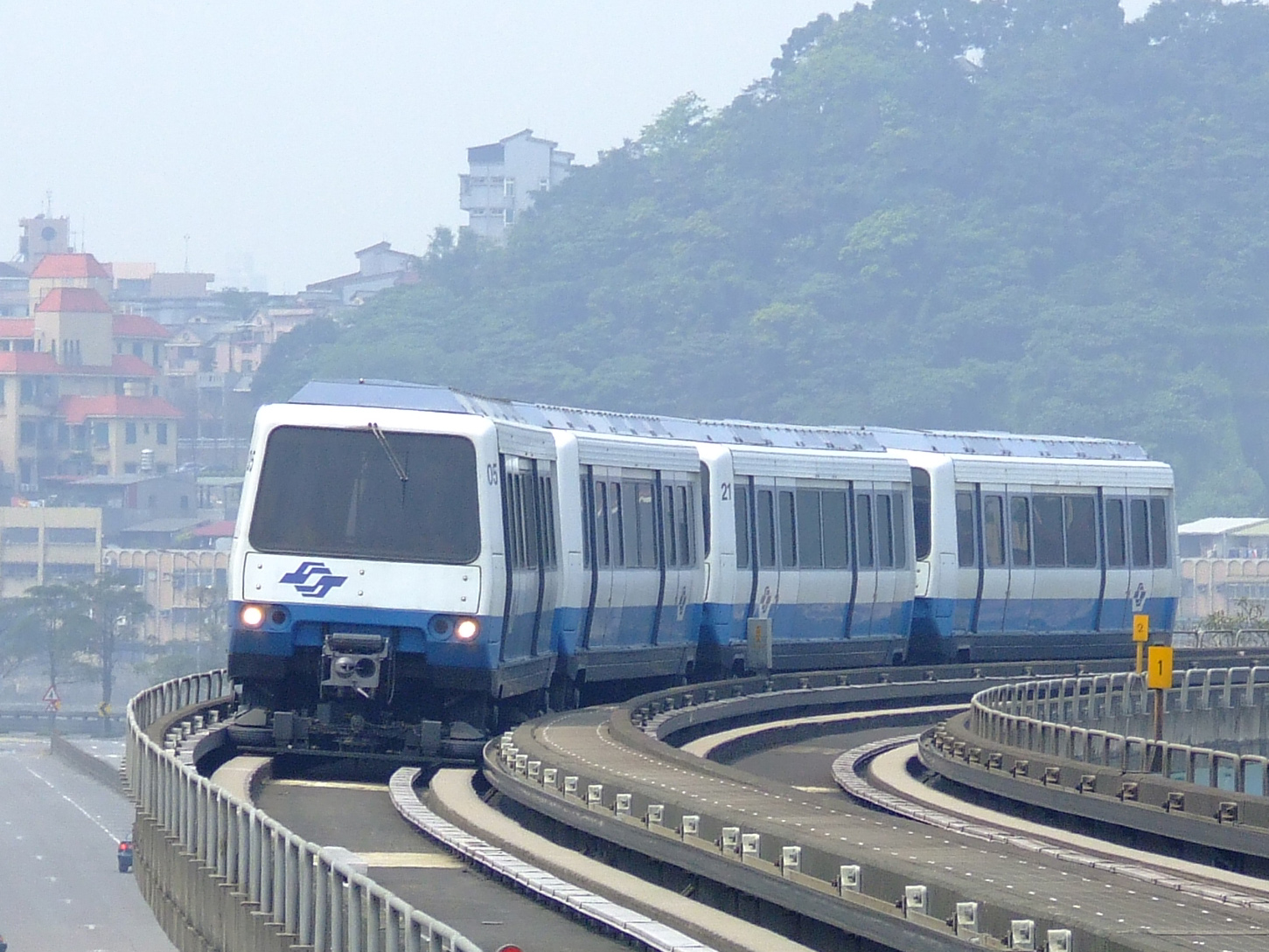
台北地下鉄木柵線VAL256型中運量電聯車

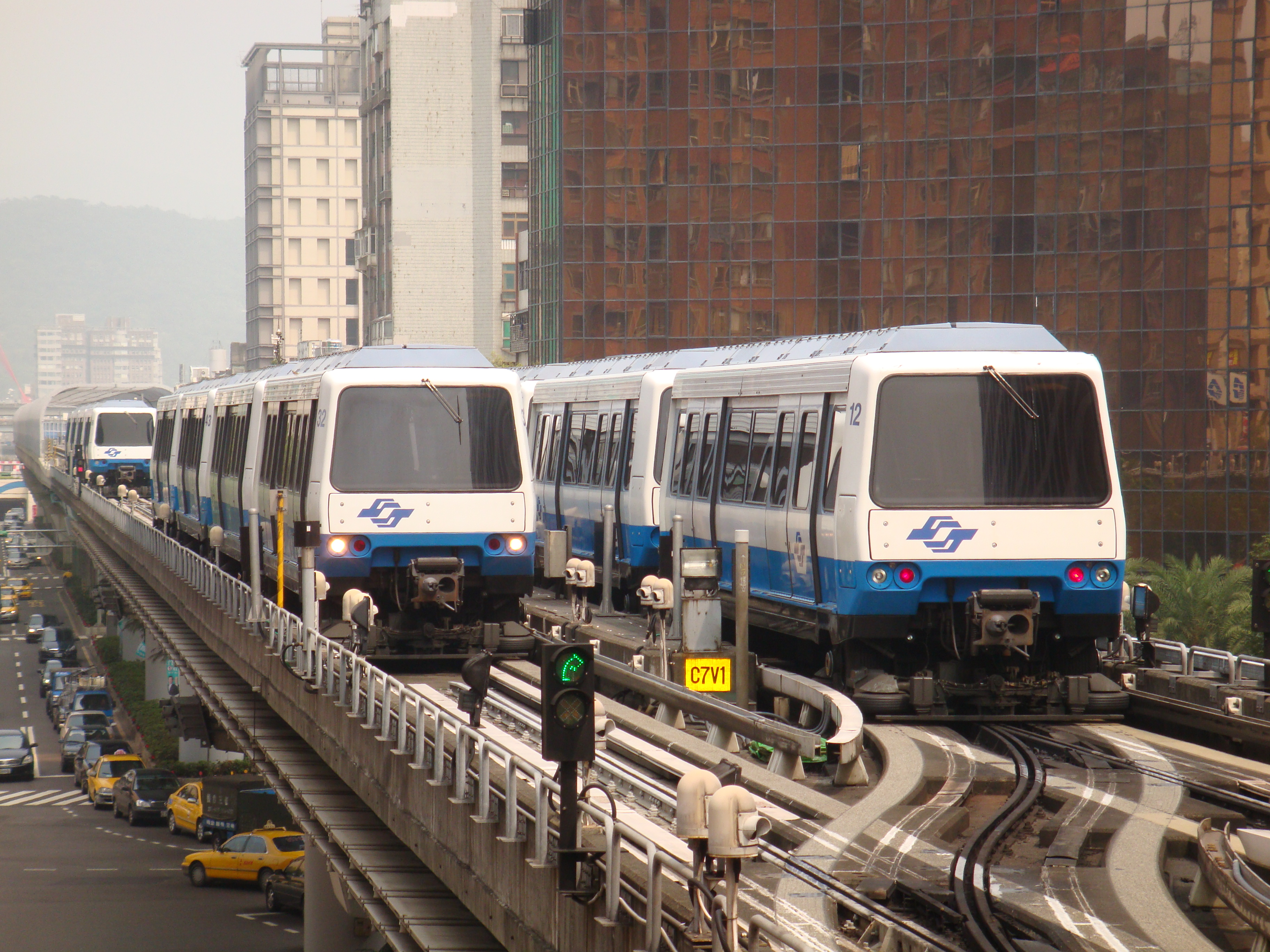
VALの切り替えポイントでは路線中央部にも案内軌条を備える

ヴェイキュロトマティクレジェ （仏: Véhicule Automatique Léger, ヴェイキュル・オトマティク・レジェ）とは、フランスの自動案内軌条式旅客輸送システム（AGT）で、略してVALと呼ばれる。フランスのマトラ社が開発し、GECアルストム（現・アルストム）が製造を行っていたが、シーメンスのフランス法人に買収され、現在はシーメンス・モビリティのブランドとなっている。

## 概要
公共交通や空港内で使用される。元々はマトラが開発した AGT システムを指す名称で、フランス国内のすべての路線が VAL システムで建設されており、フランスでは他のシステムを含めた AGT 全体のことを VAL と呼称する。このシステムで最初に開業したヴィルヌーヴ＝ダスク - リール線 (仏: Villeneuve d'Ascq à Lille) の頭字語とされていたが、同システムが他都市でも導入されたことから軽量自動車両を意味する頭字語 (仏: Véhicule Automatique Léger) へと改められた。
日本ではこのシステムを採用した路線がなく、同じ AGT ではあるがそもそも方式が異なるため相違点がいくつか存在する。日本で採用されているAGTシステムは地下線に不向きとされるが、VAL は地下鉄道および高架鉄道走行を考慮して設計されており、路線の大半は地下線である。そのためVALはミニ地下鉄の一種と見なすこともできる。フランスのリール、トゥールーズ、レンヌの営業路線の大半は地下線となっているが、一部パリ・オルリー空港（オルリーヴァル）や台湾に導入されているVALのように高架方式となっているものもある。
VALは1984年にリールで開業した当初、次世代フランスの都市交通の主力と見なされていた。1980年代前半のフランス政府の都市交通政策の構想では、地方の中核都市には基本的にVAL（ミニ地下鉄）を導入し、人口・財力がやや劣る地方の中小都市にはトラム（路面電鉄）を導入するということになっていた。1984年にリールにVAL、1985年にナントに路面電鉄がそれぞれ開業し、VALと路面電鉄とのデモンストレーションとなった。財力・人口の豊かな地方都市の多くは当初VALの導入を予定していた。しかし、VAL導入を計画していた都市の多くで、VALより建設費が安く、同じ予算で数倍もの路線網を建設できる路面電鉄を導入するように方針が転換されている。特に、1989年の地方選挙でVAL導入がほぼ決まりかけていたストラスブール市で路面電鉄派の女性市長が当選し、1994年に路面電鉄を導入したことからフランスでは路面電鉄ブームが起き、VAL導入は下火となった。これは、環境意識の高まりにより特に都市部で自家用車ではなく公共交通や自転車などを利用する動きが活発化し、車道のトランジットモール化が市民の支持を得やすくなったのも要因である。
2007年8月現在、フランス国内でVALの新規導入計画はトゥールーズの2号線の新設と他都市の既存路線の延伸計画のみであり、新規にVAL導入を検討している都市はない。そのため、フランス国内のVAL導入事例はリール・トゥールーズ・レンヌの3都市とパリ・オルリー空港アクセス線（オルリーヴァル）、シャルル・ド・ゴール空港内（CDGVAL）のみにとどまる見込みである。
フランス国外では、アメリカ合衆国・シカゴ・オヘア国際空港内、イタリア・トリノ地下鉄、中華民国（台湾）・台北捷運文湖線、大韓民国・議政府軽電鉄でVALが採用されている。

## バリエーション

### VAL206
リールメトロ、トゥールーズ地下鉄、オルリーヴァルへ納入された。

### VAL256
ジャクソンビル国際空港、シカゴ・オヘア国際空港、台北捷運へ納入された。フランス国内での採用例はない。チョッパ音がVAL206とは異なる。

### VAL208
以前と同じくマトラ社が開発したものであるが、シーメンスのフランス法人に買収されたため、オーストリア・ウィーンのシーメンスSGPでの製造となった。
リールメトロ、レンヌ地下鉄、トゥールーズ地下鉄、シャルル・ド・ゴール空港、トリノ地下鉄、議政府軽電鉄へ納入された。

### Cityval
シーメンスがロールと共同開発を行ったもので、大幅な仕様変更され、非常用の貫通扉と車いすスペースの設置、車両間の通行が可能になるなどの改良がなされた。案内方式が両側案内方式からトランスロールをベースとした中央案内方式に変更されていることや、車両の大きさが大型化しているため従来のVALとの互換性はない。
建設中のレンヌ地下鉄B線向けに19本が発注された。

### Airval
Cityvalを空港向けに特化したものである。スワンナプーム空港APM向けに6本が発注された。